# Agnese d'Antiochia
Agnese d'Antiochia (1154 – 1184 circa) è stata una nobile di origine francese, figlia di Rinaldo di Châtillon e di Costanza d'Antiochia, nonché moglie di Bela III d'Ungheria.

## La vita
Agnese nacque nel 1154 da Costanza d'Antiochia e da Rinaldo di Châtillon che grazie al matrimonio divenne principe consorte d'Antiochia. Suo padre venne catturato dai Musulmani nel novembre 1160 mentre sua madre venne a mancare tre anni dopo.
Nel 1170 Agnese si recò presso Costantinopoli dove viveva la sorellastra Maria d'Antiochia che era andata in moglie all'Imperatore bizantino Manuele I Comneno dove venne fatta sposare, su richiesta dell'imperatore a Béla d'Ungheria che, essendo cresciuto presso la corte imperiale era stato a lungo fidanzato con la figlia di Manuele, Maria, giacché egli, in assenza di maschi lo aveva considerato suo erede e il fidanzamento era poi stato rotto nel 1166 quando era finalmente nato Alessio II Comneno. Agnese e il marito andarono quindi in pellegrinaggio a Gerusalemme dove fecero una donazione agli Ospitalieri e nella primavera del 1172 con la morte del fratello maggiore Stefano III d'Ungheria salì al trono come Béla III d'Ungheria, una volta giunta nella nuova patria Agnese cambiò nome in Anna giacché il suo in quelle terre era molto raro.
Agnese morì attorno al 1184 e venne sepolta a Székesfehérvár e i suoi resti vennero identificati durante dei lavori di scavo nella cattedrale locale nel tardo XIX secolo e furono quindi sepolti accanto a quelli del marito nella chiesa di Mattia a Budapest.

## I figli
Agnese sposò Bèla attorno al 1170 ed insieme ebbero:
- Imre d'Ungheria;
- Margaréta d'Ungheria che sposò in prime nozze Isacco II Angelo, quindi Bonifacio I del Monferrato e infine Nicolas of Saint-Omer;
- Andrea II d'Ungheria;
- Costanza d'Ungheria che sposò Ottocaro I di Boemia.

## Ascendenza
|                         |                        |                             | Genitori               |  |  | Nonni |  |  | Bisnonni             |  |  | Trisnonni |  |
|                         |                        |                             |                        |  |  |       |  |  | Gaucher di Châtillon |  |  | …         |  |
|                         |                        |                             |                        |  |  |       |  |  | Gaucher di Châtillon |  |  | …         |  |
|                         |                        | …                           |                        |  |  |       |  |  | Gaucher di Châtillon |  |  |           |  |
| Enrico di Châtillon     |                        |                             |                        |  |  |       |  |  | Gaucher di Châtillon |  |  |           |  |
|                         |                        | Matilde di Lovanio          | …                      |  |  |       |  |  |                      |  |  |           |  |
|                         |                        | Matilde di Lovanio          | …                      |  |  |       |  |  |                      |  |  |           |  |
|                         |                        | Matilde di Lovanio          | …                      |  |  |       |  |  |                      |  |  |           |  |
| Rinaldo di Châtillon    |                        | Matilde di Lovanio          |                        |  |  |       |  |  |                      |  |  |           |  |
|                         |                        | Aubry de Montjay            | …                      |  |  |       |  |  |                      |  |  |           |  |
|                         |                        | Aubry de Montjay            | …                      |  |  |       |  |  |                      |  |  |           |  |
|                         |                        | Aubry de Montjay            | …                      |  |  |       |  |  |                      |  |  |           |  |
| Ermengarde de Montjay   |                        | Aubry de Montjay            |                        |  |  |       |  |  |                      |  |  |           |  |
|                         |                        | …                           | …                      |  |  |       |  |  |                      |  |  |           |  |
|                         |                        | …                           | …                      |  |  |       |  |  |                      |  |  |           |  |
|                         |                        | …                           | …                      |  |  |       |  |  |                      |  |  |           |  |
| Agnese d'Antiochia      |                        | …                           |                        |  |  |       |  |  |                      |  |  |           |  |
|                         | Boemondo I d'Antiochia | Roberto il Guiscardo        |                        |  |  |       |  |  |                      |  |  |           |  |
|                         | Boemondo I d'Antiochia | Roberto il Guiscardo        |                        |  |  |       |  |  |                      |  |  |           |  |
|                         | Boemondo I d'Antiochia | Alberada di Buonalbergo     |                        |  |  |       |  |  |                      |  |  |           |  |
| Boemondo II d'Antiochia | Boemondo I d'Antiochia |                             |                        |  |  |       |  |  |                      |  |  |           |  |
|                         |                        | Costanza di Francia         | Filippo I di Francia   |  |  |       |  |  |                      |  |  |           |  |
|                         |                        | Costanza di Francia         | Filippo I di Francia   |  |  |       |  |  |                      |  |  |           |  |
|                         |                        | Costanza di Francia         | Berta d'Olanda         |  |  |       |  |  |                      |  |  |           |  |
| Costanza d'Antiochia    |                        | Costanza di Francia         |                        |  |  |       |  |  |                      |  |  |           |  |
|                         |                        | Baldovino II di Gerusalemme | Ugo I di Rethel        |  |  |       |  |  |                      |  |  |           |  |
|                         |                        | Baldovino II di Gerusalemme | Ugo I di Rethel        |  |  |       |  |  |                      |  |  |           |  |
|                         |                        | Baldovino II di Gerusalemme | Melisenda di Montlhéri |  |  |       |  |  |                      |  |  |           |  |
| Alice di Antiochia      |                        | Baldovino II di Gerusalemme |                        |  |  |       |  |  |                      |  |  |           |  |
|                         |                        | Morfia di Melitene          | Gabriele di Melitene   |  |  |       |  |  |                      |  |  |           |  |
|                         |                        | Morfia di Melitene          | Gabriele di Melitene   |  |  |       |  |  |                      |  |  |           |  |
|                         |                        | Morfia di Melitene          | …                      |  |  |       |  |  |                      |  |  |           |  |
|                         |                        | Morfia di Melitene          |                        |  |  |       |  |  |                      |  |  |           |  |